# جلان إي. موريل
جلان إي. موريل (بالإنجليزية: Glen E. Morrell)‏ هو عسكري أمريكي، ولد في 26 مايو 1936 في Wick, West Virginia ‏ في الولايات المتحدة.